# Clerval (Doubs)
Clerval ist eine Ortschaft und eine ehemalige französische Gemeinde mit zuletzt 1.017 Einwohnern (Stand 1. Januar 2014) im Département Doubs in der Region Bourgogne-Franche-Comté.
Mit Wirkung vom 1. Januar 2017 wurden die ehemaligen Gemeinden Clerval und Santoche zur Commune nouvelle Pays de Clerval zusammengelegt. Den ehemaligen Gemeinden wurde in der neuen Gemeinde den Status einer Commune déléguée nicht zuerkannt. Der Verwaltungssitz befindet sich im Ort Clerval.

## Bevölkerungsentwicklung
| Jahr                       | 1962 | 1968 | 1975 | 1982 | 1990 | 1999 | 2005 | 2016 |
| -------------------------- | ---- | ---- | ---- | ---- | ---- | ---- | ---- | ---- |
| Einwohner                  | 1168 | 1021 | 1176 | 1008 | 925  | 1066 | 1004 | 1017 |
| Quellen: Cassini und INSEE |      |      |      |      |      |      |      |      |

Das Gebiet der Gemeinde erstreckte sich über eine Fläche von 11,83 km². Die Zahl der in Clerval lebenden Menschen war während der letzten 30 Jahre im Schnitt gesunken.

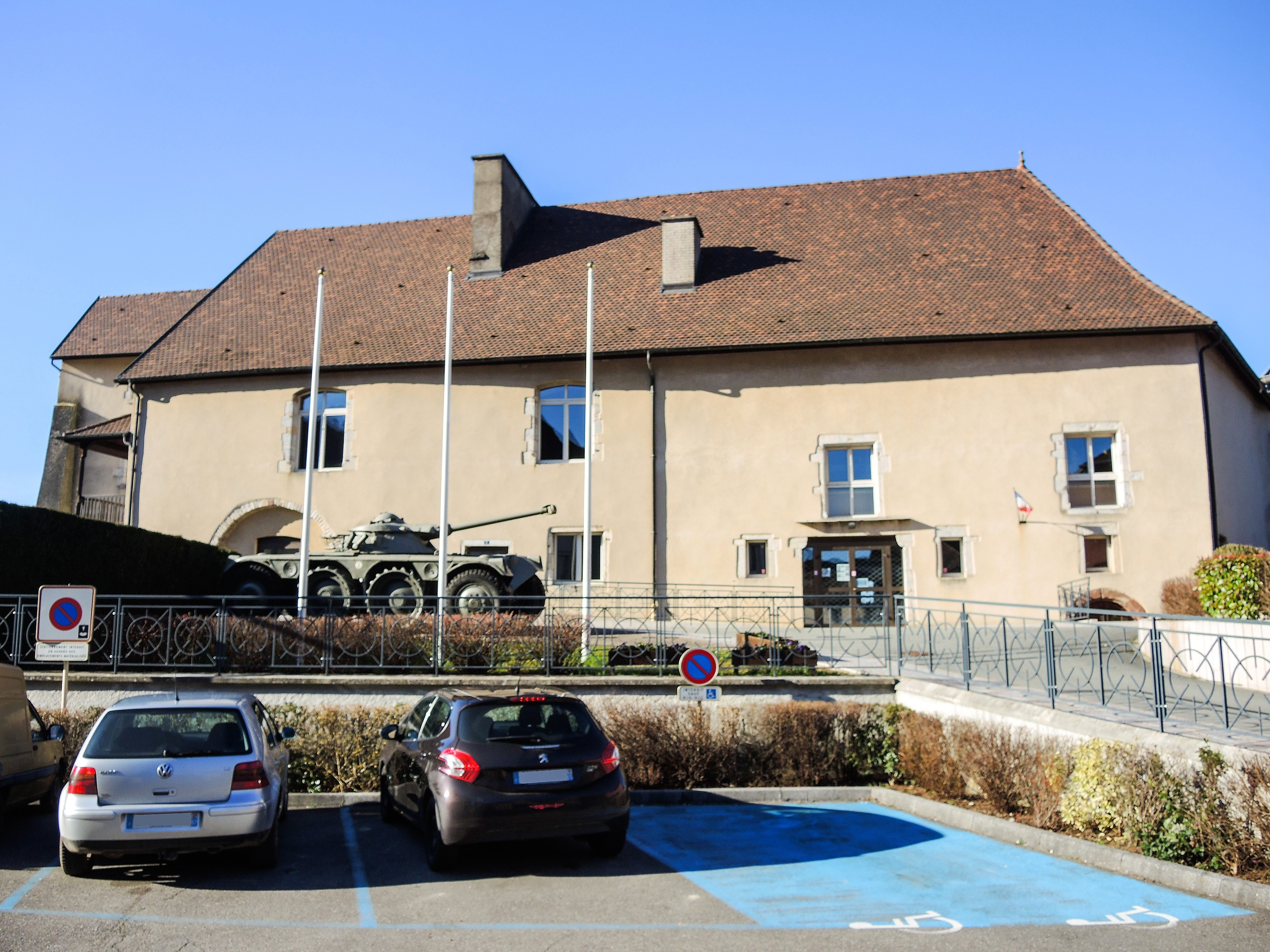
Ehemaliges Schloss, heute Museum
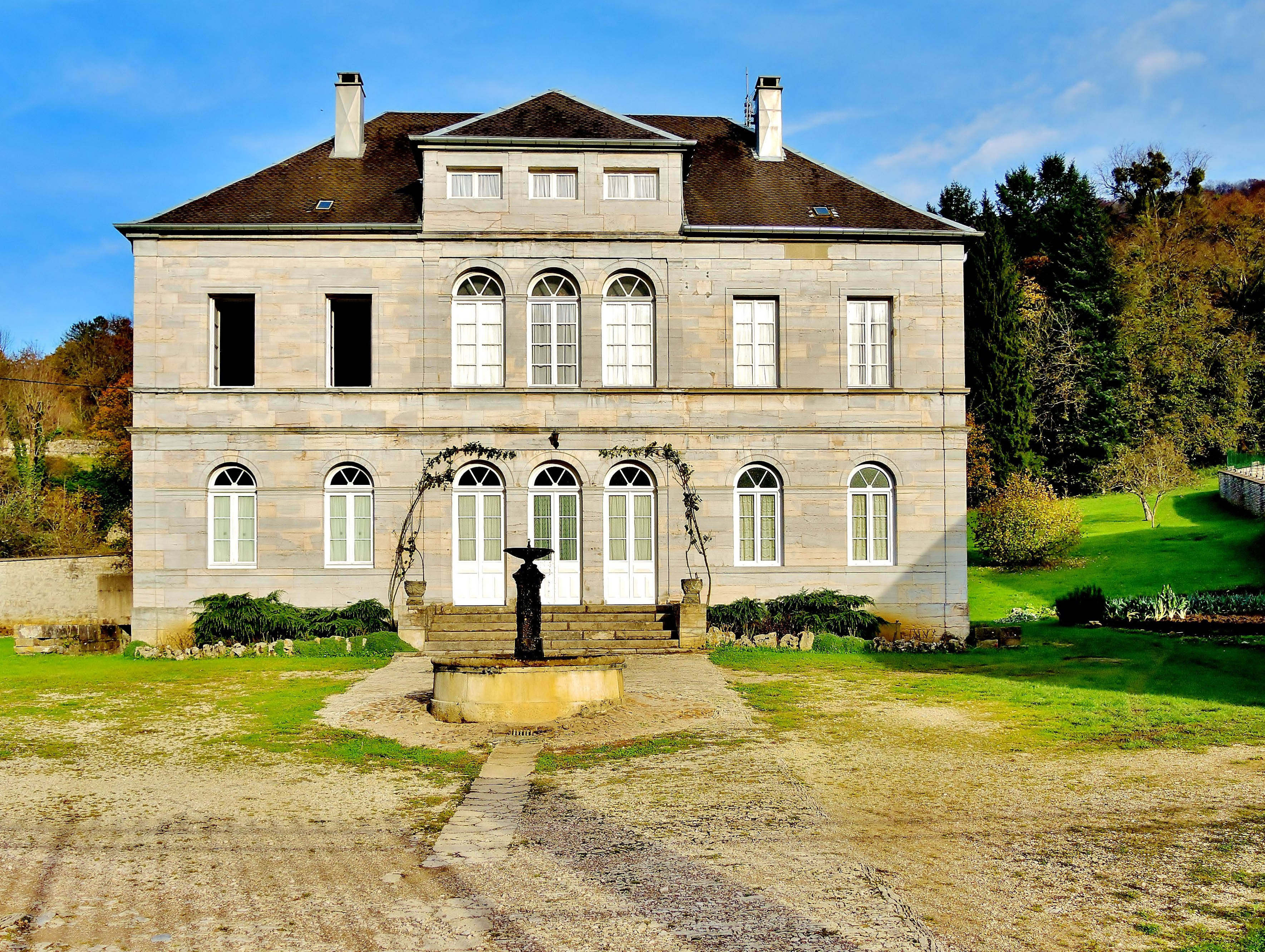
Château du général Blondeau
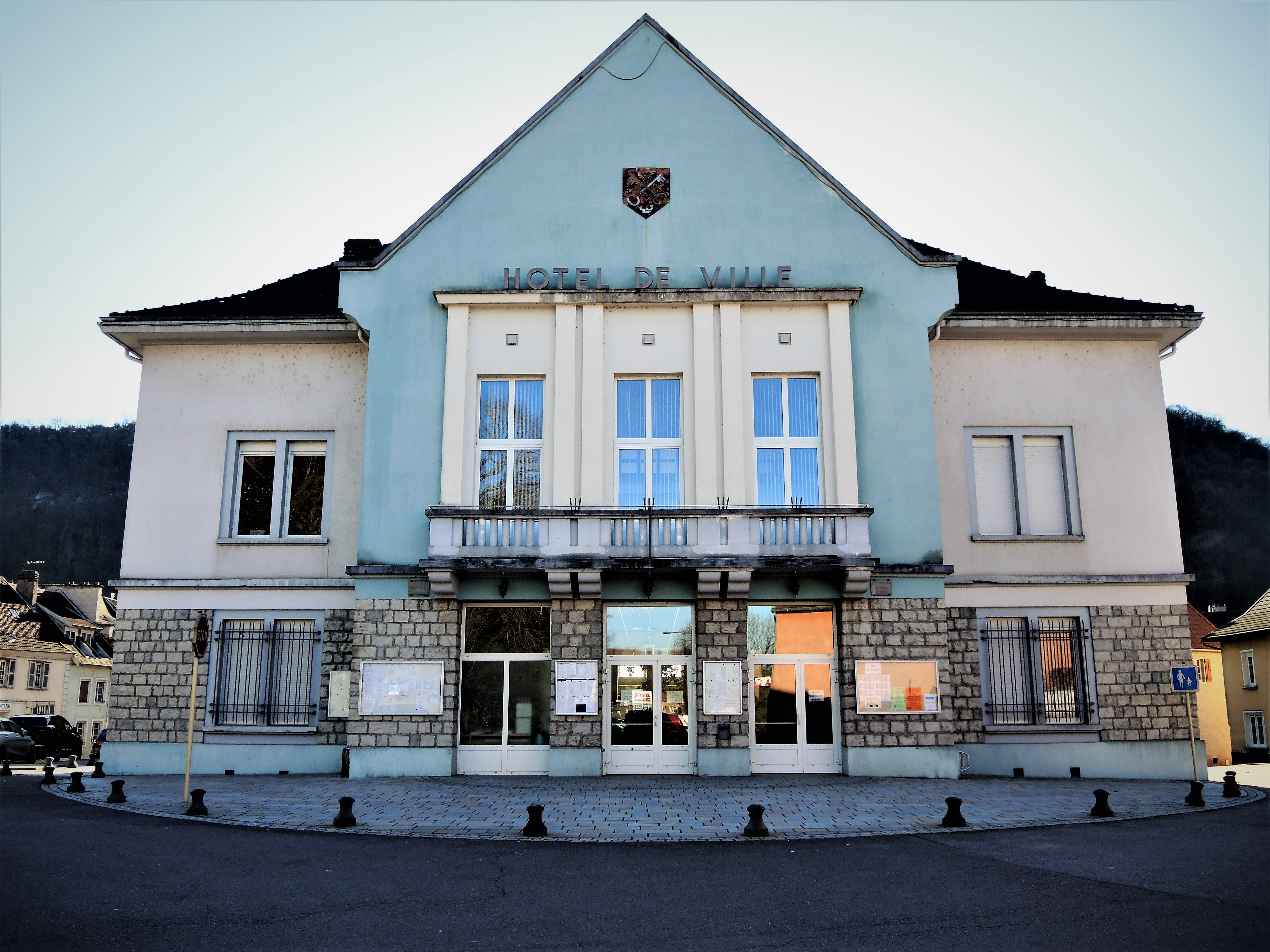
Ehemaliges Rathaus (Hôtel de ville)
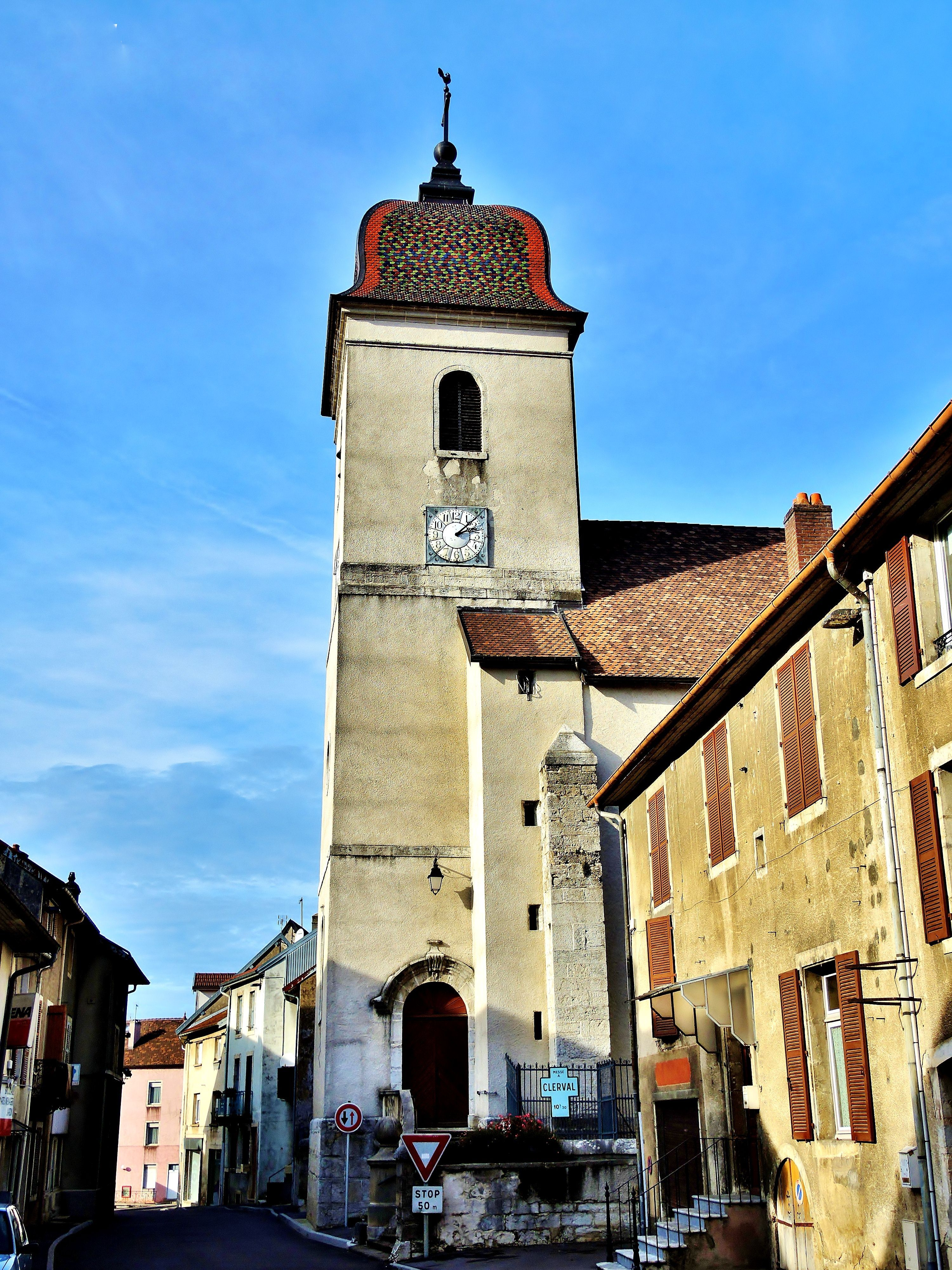
Kirche Saint-André
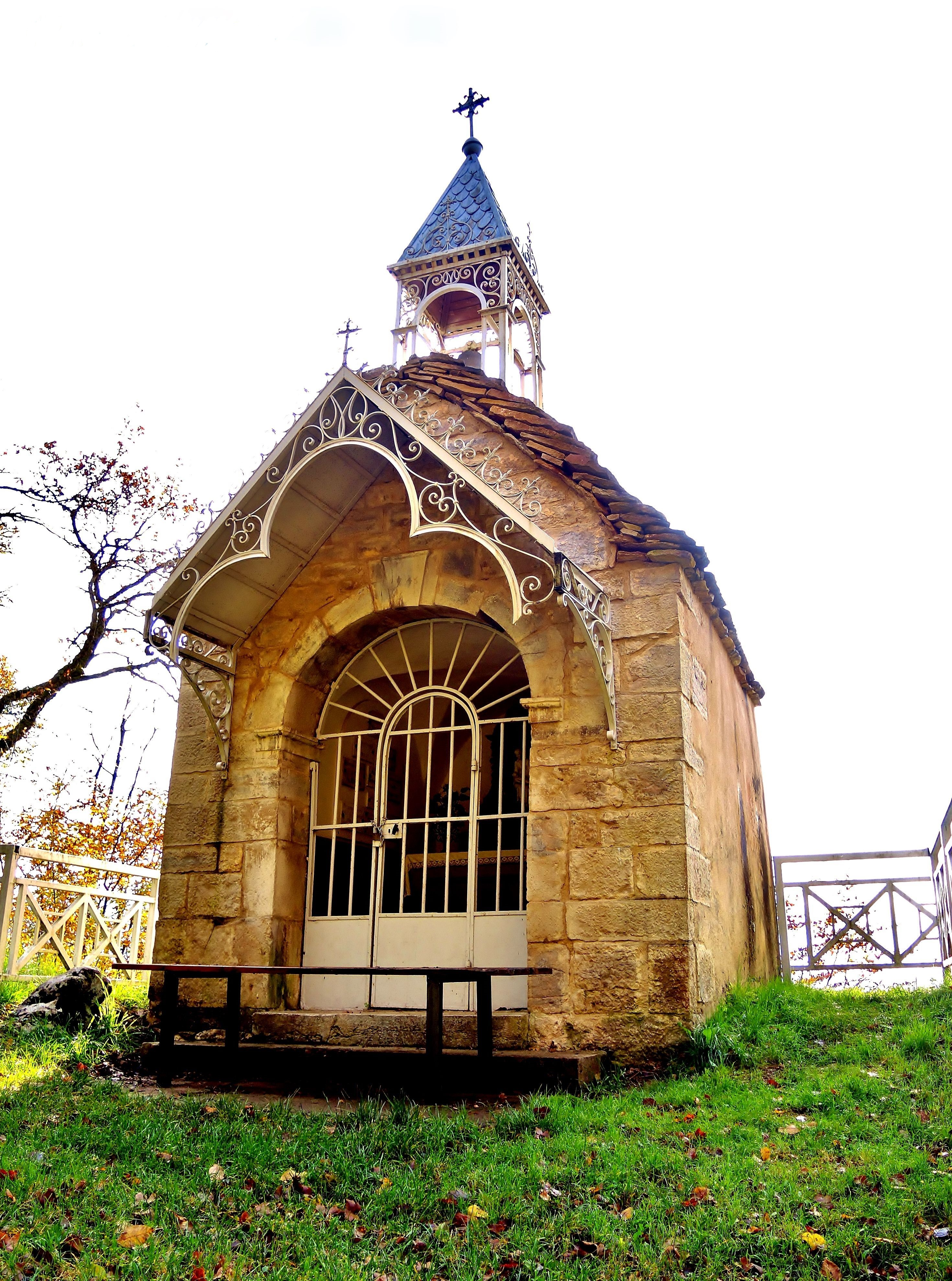
Kapelle Reposoir

## Wirtschaft und Infrastruktur
Clerval besitzt einen Bahnhof an der Eisenbahnstrecke Dole–Besançon–Belfort.

## Persönlichkeiten
- Pierre Villeminot (1913–1945), Widerstandskämpfer